# Rudolf-August Oetker
Pour les articles homonymes, voir Oetker.
Rudolf-August Oetker (20 septembre 1916 - 16 janvier 2007) est un entrepreneur et millionnaire allemand.

## Biographie
Il s'engagea très jeune dans la Waffen SS ; après guerre, il devint président de l'entreprise familiale créée par son grand-père August Oetker qui avait inventé un populaire mélange  de poudre à pâte. Il fit de l'entreprise une marque de notoriété nationale et constitua un important groupe industriel, Dr. Oetker. Il prit sa retraite de dirigeant opérationnel du groupe en 1981, son fils August lui succédant.
Rudolf-August Oetker a acquis, en 1978, le palace parisien Le Bristol, toujours en 2013 propriété de la famille Oetker, après l'hôtel du Cap-Eden-Roc (Antibes) en 1969.
En 2016, l’exposition à Toulouse d'une quarantaine d'oeuvres issues de sa collection privée avait créé une polémique.« Le passé nazi de ce collectionneur, ses relations peu recommandables et la provenance guère documentée des pièces présentées invitent à s’interroger sur l’exposition de cet ensemble dont le parcours tait l’histoire », écrit Sarah Hugounenq, dans le Quotidien de l’art du 6 juillet 2016,.
Il est le fils de Rudolf Oetker, et le père de Richard Oetker.